# Блох, Йони
Блох Йони (ивр. יוני בלוך‎, 11 августа 1981, Беер-Шева) — израильский певец и композитор, автор музыки и текстов, исполнитель на фортепиано, на гитаре. С 14 лет сочиняет песни. Представил себя и своё творчество в Интернете, на сайте «Новая сцена» («Бама хадаша»).
Первый альбом «Возможно, это я» (ивр. אולי זה אני, Ulai ze ani) вышел в 2004 г. 18 марта. Альбом состоит из 15 песен. В некоторых из них («Если не сегодня, то завтра», «Апельсины») можно услышать голос популярной певицы Эфрат Гош. Стиль: мелодический рок. В альбоме известны песни «Наполеон», «Я его знаю». Альбом, как и последующие, записан при участии друзей-музыкантов. Второй альбом «Дурные привычки» (ивр. הרגלים רעים «Hergelim Raim») вышел в 2007 г. 6 июня. Состоит из 12 песен. Авторы, наряду с ним самим, Гилад Кахана, Барак Фельдман, Ноам Ротем. В 2008 году вышел третий альбом Йони Блоха, «Кого я обдурил» (ивр. על מי אני עובד, Al mi ani oved).
Йони Блох выступал на Фестивале фортепиано, сочинил песни для телесериалов «Пижамы», «Наша песня», «Пик-ап» и других. Сочинил несколько песен для альбома Эфрат Гош. В 2007 году участвовал в качестве гостя в жюри конкурсной программы Второго канала Израиля «Рождение звезды-5».

## Дискография
- «Это мог быть я», 2004
- «Плохие привычки», 2007
- «Кого я обдурил», 2008